# Вернер Теханд
Вернер Теханд (нім. Werner Techand; 21 січня 1919, Данциг — 12 серпня 2003, Нордерштедт) — німецький офіцер-підводник, оберлейтенант-цур-зее крігсмаріне.

## Біографія
9 жовтня 1937 року вступив на флот. В січні-червні 1941 року пройшов курс підводника. З 16 серпня 1941 року — 1-й вахтовий офіцер на підводному човні U-135. В липні-вересні 1942 року пройшов курс командира човна. З 3 жовтня 1942 по 30 листопада 1943 року — командир U-731, на якому здійснив 2 походи (разом 110 днів у морі). В грудні 1943 року переданий в розпорядження 1-ї флотилії, в січні 1944 року — інспекції військово-морських навчальних закладів. В травні-липні служив в комендатурі морської авіабази в Піллау, з серпня 1944 по травень 1945 року — в штабі командувача-адмірала підводного флоту.

## Звання
- Кандидат в офіцери (9 жовтня 1937)
- Морський кадет (28  червня 1938)
- Фенріх-цур-зее (1 квітня 1939)
- Оберфенріх-цур-зее (1 березня 1940)
- Лейтенант-цур-зее (1 травня 1940)
- Оберлейтенант-цур-зее (1 квітня 1942)
- Капітан-лейтенант (1 січня 1945)